# トカド (水雷艇)
トカド（Tokad）ないしTakat、Tokatはオスマン帝国海軍の水雷艇。 アンタルヤ級。
イタリアのアンサルド・アームストロング社で建造。1901年発注。1904年4月に起工され、同年進水。1906年11月29日にジェノバで引き渡され、同年12月にイスタンブールで就役した。
鋼製船体で排水量165t、全長51.0m、幅5.7m。水管缶2基、3気筒3段膨張機関2基、出力2700ihp、2軸推進で、公試速力26ノット。兵装は37mm速射砲2門、450mm魚雷発射管2門。
伊土戦争開戦の日の1911年9月29日、「トカド」と「アンタルヤ」はプレヴェザ沖でイタリア駆逐艦「Artigliere」、「Corazziere」、「Fuciliere」、「Alpino」、「Zeffiro」と遭遇。オスマン帝国の水雷艇は分かれて逃走し、「アンタルヤ」はプレヴェザに逃げ込むことに成功した。一方、北へ逃げた「トカド」はイタリア駆逐艦のうち3隻に追撃されて被弾し、Nicopolisで座礁。9名が死亡した。1912年11月に「トカド」はプレヴェザへ移される。
第1次バルカン戦争中、プレヴェザが降伏した際に同地で沈められた。
後にギリシャが引き揚げて1913年にギリシャ海軍の「Totoi（Tatoi）」となり、1916年まで使用された。